# Vatrushka
Vatrushka (Moldova, nga và tiếng việt: ватрушка) là một loại bánh ngọt (pirog) của Đông Âu. Nó có hình một chiếc nhẫn bằng bột với pho mát quark ở giữa, đôi khi nho khô hoặc một ít hoa quả được thêm vào. Kích thước phổ biến của nó có đường kính khoảng 5 inch, nhưng cũng có phiên bản to hơn. Vatrushka thường được nướng bằng bột nhào với men nướng. Loại mặn được làm với bột nhào không ngọt và nhân có thêm hành tây.
Từ nguyên của từ này chưa được chắc chắn. Một giả thuyết phổ biến rộng rãi là tên của nó bắt nguồn từ từ vatra nghĩa là "lửa" trong tiếng Slav. Một giả thuyết khác có liên quan đến động từ teret (тереть, "chà" hoặc "nạo") hoặc thuật ngữ tvorog (творог, "pho mát quark").